# Ovunque nel tempo
Ovunque nel tempo (Somewhere in Time) è un film del 1980 diretto da Jeannot Szwarc, tratto dal romanzo di fantascienza Appuntamento nel tempo (Bid Time Return, 1975) dello scrittore Richard Matheson.

## Trama
Nel 1972, il giovane drammaturgo Richard Collier festeggia il successo della sua prima commedia. Durante i festeggiamenti, un’anziana donna si avvicina, gli porge un antico orologio da tasca e gli sussurra: “Torna da me”. Richard rimane turbato da quell’incontro.
Otto anni dopo, in preda al blocco creativo, Richard si rifugia al Grand Hotel sul lago Michigan. Lì, scopre il ritratto di una bellissima attrice vissuta nel 1912: Elise McKenna. Affascinato, scopre che è la stessa donna che gli diede l’orologio. Inizia a indagare e trova il nome “Richard Collier” nei registri dell’hotel del 1912.
Convinto di avere un legame con Elise, Richard studia l’autoipnosi e riesce a tornare indietro nel tempo, vestito in abiti d’epoca e munito di monete del 1912. Si ritrova nel Grand Hotel del passato e incontra Elise, che sembra riconoscerlo.
I due si innamorano profondamente, ma il manager di Elise, William Robinson, cerca di separarli temendo che l’amore possa compromettere la carriera dell’attrice. Dopo varie peripezie, Richard ed Elise si ritrovano e passano una notte insieme, promettendosi di non lasciarsi mai più.
Mentre si veste, Richard scopre accidentalmente una moneta del 1979 nel taschino. Questo piccolo oggetto rompe l’incantesimo e lo riporta bruscamente nel presente. Disperato, cerca invano di tornare indietro.
Richard, consumato dal dolore e dalla nostalgia, smette di mangiare e si lascia andare. Muore nel suo letto d’hotel, ma la scena finale lo mostra mentre fluttua verso una luce ultraterrena, dove si ricongiunge con Elise in un aldilà fuori dal tempo.
È un film che parla di amore eterno, di destino e di quanto possa essere potente il desiderio di ritrovare l’anima gemella, anche oltre le barriere del tempo. 

## Curiosità
Dietro le quinte del set
- Il film fu girato quasi interamente al Grand Hotel di Mackinac Island, in Michigan, un luogo senza tempo dove ancora oggi si svolge un evento annuale dedicato al film.
- Durante le riprese, Christopher Reeve veniva chiamato “Bigfoot” dal regista per distinguerlo da Christopher Plummer.
- Il regista Jeannot Szwarc ottenne un permesso speciale per usare automobili sull’isola, dove normalmente sono vietate.
- Molti abitanti dell’isola furono coinvolti come comparse, e alcuni membri della troupe fecero cameo nel film.

Colonna sonora e atmosfera
- La musica di John Barry, unita alla “Rhapsody on a Theme of Paganini” di Rachmaninoff, è considerata una delle più romantiche mai composte per il cinema.
- La colonna sonora fu candidata al Golden Globe e ha contribuito in modo decisivo all’atmosfera malinconica e sognante del film.

Origini e ispirazioni
- Il film è tratto dal romanzo Bid Time Return di Richard Matheson, che si ispirò a un vero ritratto dell’attrice Maude Adams, visto in Nevada.
- Matheson scrisse anche la sceneggiatura, garantendo una fedeltà emotiva al suo libro.

Alchimia tra gli attori
- Jane Seymour ha raccontato che lei e Reeve si innamorarono davvero durante le riprese. La loro chimica sullo schermo era autentica e palpabile.
- Seymour ha chiamato suo figlio Kristopher in onore di Reeve, a testimonianza del legame profondo che li unì.

Accoglienza e culto
- Nonostante il film non fu un successo al botteghino inizialmente, col tempo ha acquisito uno status di culto, con fan club e raduni dedicati.
- Il Grand Hotel organizza ogni anno un “Somewhere in Time Weekend”, dove i fan si vestono in abiti d’epoca e rivivono la magia del film.

## Premi e riconoscimenti
- 3 Saturn Awards 1980: Saturn Award per i migliori costumi, Saturn Award per la miglior colonna sonora, Saturn Award per il miglior film fantasy, nomination per l'Oscar ai migliori costumi.